# Guti
José María Gutiérrez Hernández (Torrejón de Ardoz, 31 de outubro de 1976), mais conhecido como Guti, é um ex-futebolista espanhol que atuava como meio-campista.
Durante sua carreira, passou 15 anos como jogador do Real Madrid e tornou-se ídolo do clube. Disputou 542 jogos oficiais e ajudou o time a conquistar 15 títulos, sendo os mais importantes as três Liga dos Campeões da UEFA e os cinco Campeonatos Espanhóis. No final da carreira, ainda jogou pelo Beşiktaş, da Turquia.
Também atuou em 13 partidas pela Seleção Espanhola, tendo feito sua estreia em 1999.

## Carreira

### Real Madrid
Nascido em Torrejón de Ardoz, comunidade de Madrid, Guti começou a jogar pela cantera (categorias de base) do Real Madrid em 1986. Inicialmente era atacante, mas depois foi para o meio-campo e permaneceu lá pelo restante de sua carreira. No dia 2 de dezembro de 1995, aos 17 anos, fez sua estreia no time principal sob o comando do treinador Jorge Valdano, em uma vitória em casa de 4–1 contra o Sevilla. O jogador terminou a temporada com um gol em nove aparições.
Em 1997, Guti conquistou os seus dois primeiros títulos: a La Liga e a Supercopa da Espanha. Disputou 17 jogos na temporada e não marcou gols. Já em 1997–98, ajudou os Merengues a serem campeões da Liga dos Campeões da UEFA e da Copa Intercontinental, enquanto pela Seleção Espanhola conquistou a Eurocopa Sub-21.
A temporada 1999–00 começou mal para Guti: com a responsabilidade de substituir Clarence Seedorf, o espanhol foi expulso por agredir um adversário depois do Real Madrid ter perdido um jogo em casa contra a Real Sociedad. Este ato negativo voltaria a ser recorrente na sua carreira, já que foi expulso oito vezes durante o Campeonato Espanhol. Na temporada em que também conquistou a Liga dos Campeões, o jogador marcou oito gols em 45 partidas, somando todas as competições. Já no ano seguinte, teve o seu melhor desempenho individual: devido a uma lesão de Fernando Morientes, jogou como segundo atacante e marcou 18 gols.
Em 2002, após a chegada de Ronaldo, Guti voltou ao meio-campo e os seus gols diminuíram. Porém, ficaria muito conhecido pelo seu principal fundamento: as assistências. Dono de uma visão de jogo impecável, sempre deixava os seus companheiros na cara do gol.
Durante a temporada 2004–05, devido ao fato do Real Madrid contar com os Galácticos, Guti só marcou um gol (em um amistoso contra San Marino, em fevereiro de 2005). Na temporada 2005–06, ele jogou 43 jogos e marcou seis gols (quatro pela La Liga e dois pela Liga dos Campeões).
Com a eleição de Ramón Calderón como presidente do clube e a promessa de contratar o craque brasileiro Kaká, então jogador do Milan, o futuro de Guti na equipe merengue parecia incerto. Sua transferência ao rival Atlético de Madrid era dada como certa, mas no final ele decidiu permanecer no Real, enquanto Kaká continuou no clube rossonero.
Ao final da temporada 2005–06 e com o craque Zinédine Zidane aposentado, Guti se viu como um dos principais meias de criação da equipe na temporada 2006–07, ao lado de David Beckham. Suas qualidades (passes e lançamentos) foram ainda mais destacadas, especialmente uma vitória em casa por 3–2 contra o Sevilla no dia 6 de maio de 2007, em que ele jogou apenas 32 minutos, já que havia começado no banco. Naquela temporada em que Robinho e Ruud van Nistelrooy brilharam no ataque, Guti também contribuiu para muitos dos gols que ajudaram o Real Madrid a se tornar campeão pela 30ª vez.
O espanhol voltou a ter outra boa atuação na temporada seguinte, no dia 7 de outubro, na vitória por 2–0 contra o Recreativo de Huelva, em jogo válido pela La Liga. Atuando como segundo volante, Guti deu assistência para Gonzalo Higuaín marcar o segundo gol e definir o triunfo.
Já no dia 10 de fevereiro de 2008, o meia marcou dois gols e deu três assistências numa goleada em casa contra o Valladolid, pelo qual foi eleito o melhor jogador em campo. O Real venceu por 7–0 e acabou conquistando a La Liga pela 31ª vez. No dia 14 de setembro, ele marcou o gol de número 5 000 da história do Campeonato Espanhol, em uma vitória por 4–3 sobre o Numancia.
Na temporada 2009–10, com as chegadas de Kaká e Cristiano Ronaldo, Guti ainda conseguiu disputar algumas partidas como titular, conseguindo duas vitórias pela La Liga. No entanto, no final de outubro, após a derrota por 4–0 para o Alcorcón, pela Copa do Rei, ele supostamente insultou o técnico Manuel Pellegrini no intervalo, sendo afastado da equipe por um longo período. Depois de ser reintegrado, sofreu com algumas lesões, mas devido ao fato de Kaká também ter problemas físicos, conseguiu se manter como titular até o final da temporada.

### Beşiktaş

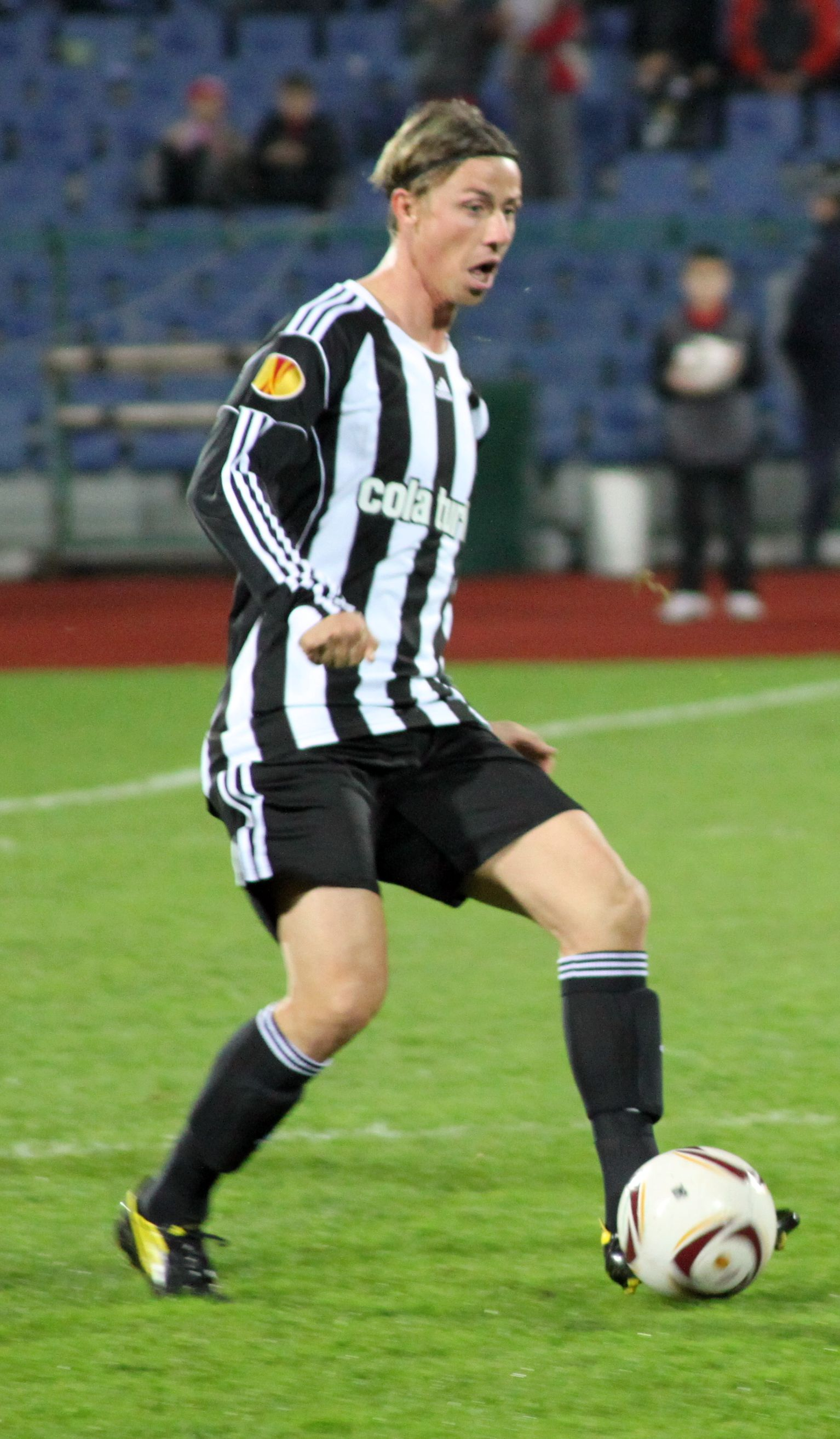
Guti atuando pelo Beşiktaş em dezembro de 2010

No dia 25 de julho de 2010, Guti deixou o Real Madrid após quase 25 anos de serviço (contando as categorias de base). Ele disse: "Eu tenho uma oferta do Beşiktaş, mas ainda não decidi". O acordo foi selado no dia seguinte, com o jogador assinando um contrato de dois anos. Foi titular na sua primeira partida oficial pelo clube, ajudando na vitória por 1–0 contra o Bucaspor.
No dia 28 de novembro, Guti contribuiu para o triunfo do Beşiktaş contra o Galatasaray com um gol e uma assistência. Foi a primeira vitória da equipe no Estádio Ali Sami Yen em oito anos. Já no dia 11 de maio de 2011, ele foi titular na conquista da Copa da Turquia contra o İstanbul Başakşehir. O Beşiktaş venceu por 4–3 nos pênaltis, após empate por 2–2 no tempo normal e na prorrogação.
Em 15 de novembro, Guti rescindiu seu contrato com o clube turco. Segundo ele, o técnico foi culpado por sua saída. Quase um ano depois, no dia 21 de setembro de 2012, anunciou sua aposentadoria. O meio-campista, aos 35 anos, estava sem contrato desde novembro de 2011, quando deixou o Besiktas por conflitos com o técnico Carlos Carvalhal. Guti declarou em entrevista à Rádio Marca:
| “ | A decisão está tomada. Chegaram ofertas de alguns clubes, mas decidi deixar o futebol. Estarei mais tempo com minha família. | ” |

## Seleção Nacional
Destaque nas categorias de base da Espanha, Guti atuou pela Seleção Espanhola principal em poucas ocasiões, tendo disputado apenas 13 partidas e marcado três gols. Assim, nunca foi convocado pela Fúria para nenhuma competição.

## Estilo de jogo
Inicialmente era um segundo atacante veloz que também atuava pelas beiradas, mas ao longo da carreira Guti se tornou um exímio meio-campista conhecido por sua visão, técnica, criatividade, precisão nos passes e habilidade de distribuir diversas assistências para seus companheiros de equipe. Jogador bastante versátil, costumava ser um meia clássico, ao melhor estilo camisa 10, sua função favorita. Também era capaz de jogar aberto pela esquerda ou até como um segundo volante.

## Vida pessoal
Guti foi casado com a apresentadora de TV Arantxa de Benito, com quem teve três filhos.

## Títulos
Real Madrid
- La Liga: 1996–97, 2000–01, 2002–03, 2006–07 e 2007–08
- Supercopa da Espanha: 1997, 2001, 2003 e 2008
- Liga dos Campeões da UEFA: 1997–98, 1999–00 e 2001–02
- Supercopa da UEFA: 2002
- Copa Intercontinental: 1998 e 2002

Beşiktaş
- Copa da Turquia: 2010–11

Seleção Espanhola
- Campeonato Europeu Sub-19: 1995
- Campeonato Europeu Sub-21: 1998